# Корчаківка
Корчакі́вка  — село в Україні, у Юнаківській сільській громаді Сумського району Сумської області. Населення  — 293 осіб. До 2020 орган місцевого самоврядування  — Кияницька сільська рада.
Сільський голова  — Рибальченко Анатолій Іванович, 18 квітня 1964 року народження. Секретар сільської ради  — Гузій Ольга Іванівна, 09 вересня 1960 року народження.

## Географія
Село Корчаківка знаходиться за 1 км від правого берега річки Олешня, між селом Нова Січ і селищем Мала Корчаківка (0,5 км). По селу протікає пересихаючий струмок з греблею.

## Історія
Засноване приблизно 1795 козаками після руйнації Запорізької Січі. До середини XIX ст. мало назву Хрипуля. За однією із версій навколо Хрипулів місцевість була покрита густим лісом, росли величезні дуби. Село розросталося, ліс спилювався, а пеньки викорчовувалися, звідси, ніби-то, й — «Корчаківка». У лісах Хрипулів водилися здичавілі коти, яких називали «яровенківські коти», через поселенців Яровенків, які їх підгодовували.
На місці теперішнього піщаного кар'єру колись ріс фруктовий сад, неподалік криниця, залишки якої збереглися до сьогодні.

### Голодомор
1932—1933 село постраждало внаслідок геноциду українського народу, проведеного владою СРСР.
Згідно з «Національною книгою пам'яті жертв Голодомору 1932—1933 років в Україні» у селі Корчаківка загинуло 2 людей, але за твердженням корчаківців  — значно більше. Один із загиблих Михайло Романенко нар. 10.01.1873 помер від голоду у 1933, перед смертю кричав, просив їсти.

### Сьогодення
12 червня 2020 року, відповідно до розпорядження Кабінету Міністрів України № 723-р «Про визначення адміністративних центрів та затвердження територій територіальних громад Сумської області», село увійшло до складу Юнаківської сільської громади.
19 липня 2020 року, в результаті адміністративно-територіальної реформи та ліквідації Сумського району(1923—2020), увійшло до складу новоутвореного Сумського району.
Російське вторгнення в Україну (з 2022)
7 серпня 2024 року село зазнало авіаційних, ракетних та артилерійських ударів російйським агресором.

## Населення

Корчаківці. Крайній праворуч — Микола Феоктістович Романенко

У Корчаківці окрім корінних мешканців, живуть родини переселенців із Росії.

## Прізвища
Найбільше у Корчаківці Романенків, яких ще називають «Охтисовими», через діда Феоктіста Романенка 1850 р.н., на 1870 у Корчаківці Романенків  — 7 дворів. Також до поширених прізвищ відносяться: Гончар, Демиденко, Житняк, Коваленко, Козупиця, Крикуненко (Крикуненко — одне із найдавніших прізвищ, перші поселенці, по-вуличному «Яровенки», через те, що жили у яру), Лазоренко, Лебідь, Ніколаєнко, Огула, Чортодуб, Шевченко, Чалий, Собачій.

## Ландшафтні особливості
У селі є ставок, мішаний ліс: клен, береза, сосна, дуб

## Вулиці
Топонімія вулиць пов'язана із ландшафтно-географічним розташуванням: Підліснівка, Соснівка, центр Корчаківки — Село. Також: Безлапівка, Шпилівка. Вулицю Партизанську в народі називають «Хрипуля», за переказами колись шлях був викладений дерев'яними колодами, тому під час поїздки така дорога характерно «хрипіла».

## Газове і водне постачання
З 2009 року село газифіковане, 6 колодязів.

## Освіта
Діти ходять до школи за 2 км до сусіднього села Нова Січ.

## Релігійне життя
До революції 1917 року жителі села були прихожанами Сеято-Покровської церкви в селі Писарівка, 4,5 км.